# Braschwitz
Braschwitz ist eine Ortschaft der Stadt Landsberg im Saalekreis in Sachsen-Anhalt. Neben Braschwitz umfasst die Ortschaft den Ortsteil Plößnitz.

Braschwitz liegt fünf Kilometer östlich von Halle (Saale).

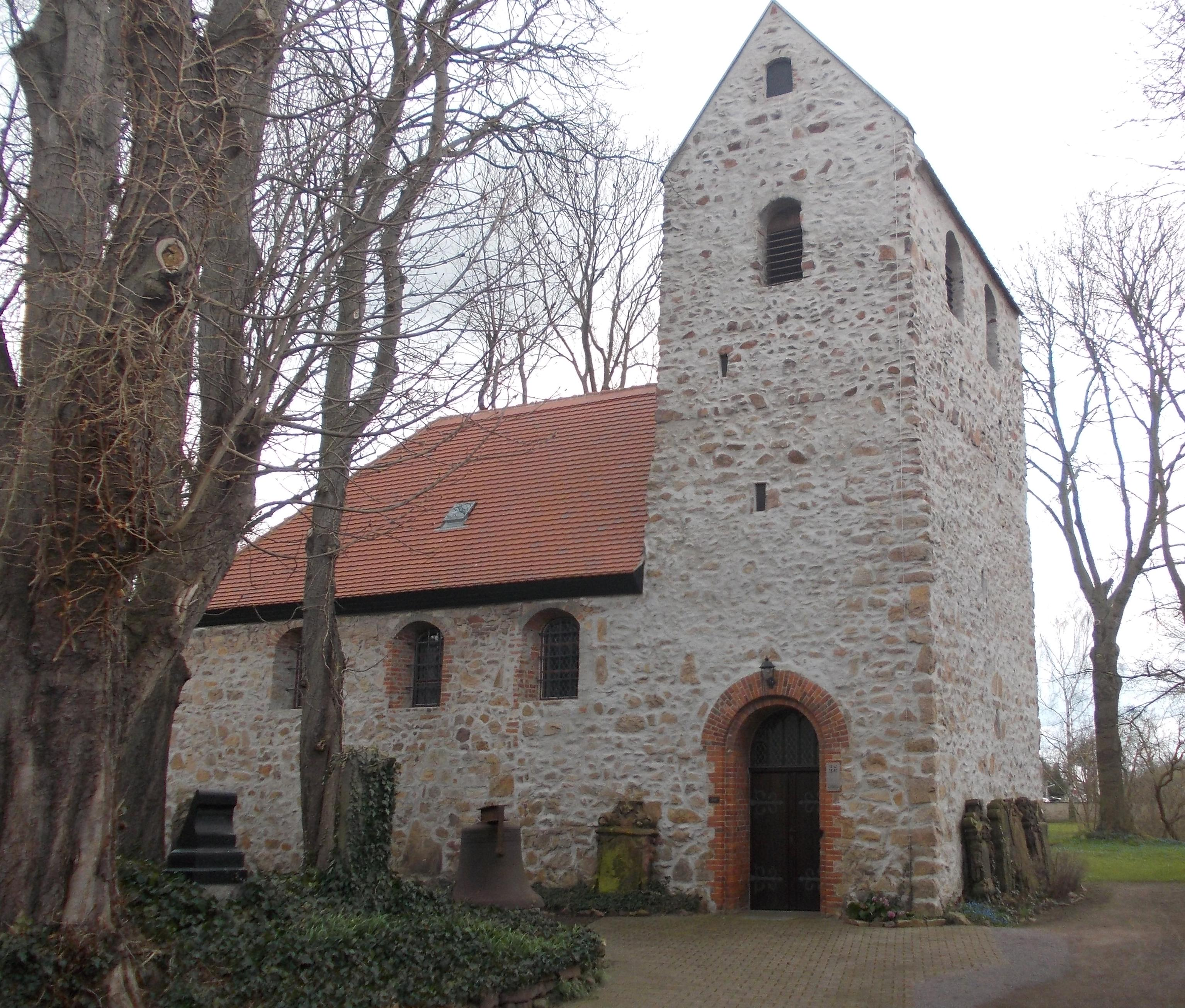
Kirche St. Nikolai

## Geschichte
Braschwitz gehörte zum Amt Giebichenstein im Saalkreis des Erzstifts Magdeburg. Mit dessen Angliederung an Preußen gehörte er ab 1680 zum brandenburg-preußischen Herzogtum Magdeburg.
Mit dem Frieden von Tilsit wurde Braschwitz im Jahr 1807 dem Königreich Westphalen angegliedert und dem Distrikt Halle im Departement der Saale zugeordnet. Er gehörte zum Halle-Land. Nach der Niederlage Napoleons und dem Ende des Königreichs Westphalen befreiten die verbündeten Gegner Napoleons Anfang Oktober 1813 den Saalkreis. Bei der politischen Neuordnung nach dem Wiener Kongress 1815 wurde der Ort im Jahr 1816 dem Regierungsbezirk Merseburg der preußischen Provinz Sachsen angeschlossen und dem Saalkreis zugeordnet.
Am 1. Juli 1950 wurde Plößnitz nach Braschwitz eingemeindet. Am 20. April 2010 wurde Braschwitz nach Landsberg eingemeindet. Seitdem ist Braschwitz eine Ortschaft der Stadt Landsberg.

## Politik
Der Ortsrat besteht aus zwölf Mitgliedern.
- Die Linke: 3 Sitze
- CDU: 2 Sitze
- Freiwillige Feuerwehr Braschwitz: 2 Sitze
- Bürgerliste für Braschwitz und Plößnitz: 2 Sitze

(Stand: Kommunalwahl vom 25. Mai 2014)

### Bürgermeister
Ehrenamtlicher Ortsbürgermeister ist Dirk Heldt.

## Verkehr
Braschwitz liegt nah der Bundesstraße 100, die von Halle in Richtung Bitterfeld führt. Über die Bundesstraße besteht Zufahrt zu Anschlussstellen der A 9 (München–Berlin) und A 14 (Nossen–Magdeburg).
Braschwitz liegt an der Bahnstrecke Magdeburg–Leipzig. Nächster Haltepunkt ist Zöberitz.

## Bauwerke
Die Kulturdenkmale des Orts sind im örtlichen Denkmalverzeichnis eingetragen. Darunter die Sankt-Nicolai-Kirche und der im Ortszentrum gelegene Denkmalbereich Brunnenstraße 9–20, 23.

## Persönlichkeiten
- Manfred Thon (1935–2022), Politiker (CDU)